# Anousheh Ansari
Anousheh Ansari (anhörenⓘ persisch انوشه انصاری [ænuːˈʃɛ ænsɔːˈriː]; * 12. September 1966 in Maschhad, Iran) ist eine US-amerikanisch-iranische Multimillionärin und die erste Weltraumtouristin.

## Leben
Ansari wurde als Anousheh Rassiyan im Iran geboren und verbrachte dort Kindheit und Jugend. 1982 wanderte sie in die USA aus, weil sie damals in ihrer Heimat – Schah Mohammad Reza Pahlavi war 1979 gestürzt worden – keine naturwissenschaftlichen Fächer studieren konnte, da die Universitäten für zwei Jahre geschlossen waren. Die Eltern erlaubten der zwischenzeitlich eingebürgerten Ansari, zu ihrer Tante nach Virginia an die Ostküste der USA zu ziehen. An der George Mason University in Fairfax (Virginia) studierte sie Elektrotechnik und Informatik (Abschluss 1989 als Bachelor). An der George Washington University (GWU) in der US-Hauptstadt setzte sie ihre Studien fort und erhielt 1992 ein Master-Diplom in Elektrotechnik.
Während ihres Studiums an der GWU arbeitete Ansari für den US-Telekomkonzern MCI Worldcom in Washington, wo sie den ebenfalls aus Iran stammenden Ingenieur Hamid Ansari kennenlernte und 1991 heiratete. Zwei Jahre später verließ das Ehepaar MCI.

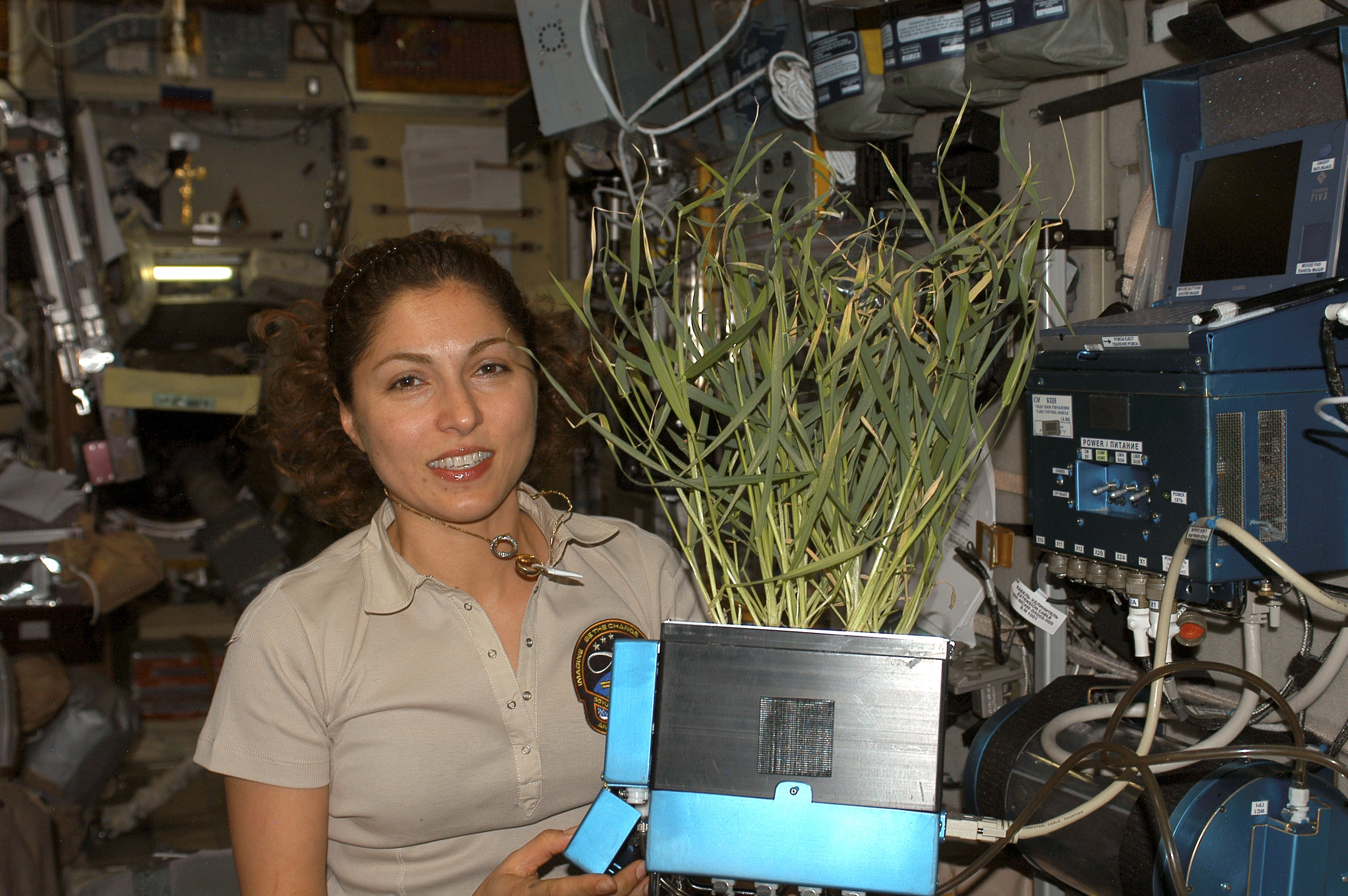
Ansari im Swesda-Modul (ISS)

Anousheh, Hamid und dessen Bruder Amir Ansari ließen sich daraufhin in Texas nördlich von Dallas in Plano nieder. In der Kleinstadt Richardson, zwischen Dallas und Plano gelegen, gründeten die drei 1993 die Internetfirma tti (telecom technologies incorporated). Hamid wurde Präsident, Anousheh übernahm den Vorstandsvorsitz (Chief Executive Officer) und Amir wurde technischer Leiter (Chief Technology Officer). Im Jahr 2000 übernahm der US-Konzern Sonus Networks für 550 Millionen US-Dollar tti und Anousheh leitete für kurze Zeit die Sonus-Tochter IntelligentIP.
Mit dem Geld von Sonus Networks gründeten die drei Ansaris eine Kapitalbeteiligungsgesellschaft namens Prodea Systems.
Am 43. Jahrestag von Alan Shepards Suborbitalflug in den Weltraum spendete Prodea an die X-Prize Foundation. Anousheh und ihr Schwager Amir gaben am 5. Mai 2004 bekannt, man habe die Stiftung mit mehreren Millionen US-Dollar unterstützt. Der X-Prize wurde daraufhin zu Ehren der Spender in Ansari X-Prize umbenannt.
Im März 2006 wurde bekannt, dass Anousheh Ansari als Weltraumtouristin mit einem Sojus-Raumschiff zur Internationalen Raumstation (ISS) fliegen werde. Im April 2006 begann sie als Ersatz für den Japaner Daisuke Enomoto zu trainieren, der ursprünglich im September 2006 mit Sojus TMA-9 starten sollte. Nur einen Monat zuvor war Enomoto überraschend aus gesundheitlichen Gründen aus der Mannschaft genommen und Ansari als Mitglied der Besatzung berufen worden, die am 18. September 2006 zur ISS startete. Am 20. September um 7:21 MESZ erreichte sie die ISS. Am 29. September kehrte sie mit Sojus TMA-8 und der ISS-Expedition 13 zur Erde zurück.
2017 reiste sie zusammen mit Firouz Naderi zu den Internationalen Filmfestspielen in Cannes. Dort nahmen die beiden bekannten Persönlichkeiten für Asghar Farhadi dessen Oscartrophäe für The Salesman entgegen. Farhadi hatte an der Oscarverleihung im Februar 2017 aus Protest gegen Donald Trumps Einreisesperren nicht teilgenommen.